# .de

DENIC标志

.de是德国国家和地区顶级域（ccTLD）的域名，由位于多特蒙德大学的德国互联网信息中心（Deutsches Network Information Center，DENIC）负责管理，.de下的所有域名都要在DENIC登记造册。

## 发展历史
.de于1986年11月5日开始允许注册，是最早被注册的国家和地区顶级域名。1988年3月，德国互联网信息中心登记在册的域名还只有6个：dbp.de、rmi.de（页面存档备份，存于）、telenet.de、uka.de、uni-dortmund.de（页面存档备份，存于）和uni-paderborn.de（页面存档备份，存于）。
1999年后，随着互联网的急速发展，.de下的域名数量才开始直线上升。截至2012年3月1日，以.de结尾的域名数量已达1488.6万，位列国家和地区顶级域名全球首位；在所有种类的顶级域名中仅次于.com，位列第二。其中包括近60万个国际化域名（IDN）。

## 域名规则
出于“技术原因”，很长一段时间里都不允许在.de下注册仅由一个或两个字母组成的域名，只有db.de（页面存档备份，存于）和ix.de（页面存档备份，存于）两个例外。2008年，法兰克福上诉法院（OLG Frankfurt）判决德国互联网信息中心开放这类注册。2009年开始，纯数字的域名注册亦获准许。
注册.de域名的基本规则如下（简化）：
- 允许的字符为数字0到9，连字符“-”，字母a到z，以及其他DENIC规定的字符[3]。
- 域名不能以连字符“-”开始或结束，第三、第四位字符也不可同为连字符“-”。
- 域名长度（除去“.de”外）至少为1个字符，至多为63个字符。